# Tic Tac Boum
 (décembre 2018).
Tic Tac Boum est un jeu de société créé par Juan Rodriguez et Sylvie Barc en 1994. Il a été depuis édité dans de nombreux pays et vendu à plusieurs millions d'exemplaires.

## Principe du jeu
Le joueur doit trouver un mot comportant un son imposé, et correctement placé suivant la désignation par un dé, avant que la bombe n’explose. Le minuteur est aléatoire.
Le joueur garde la carte si la bombe explose, sinon il la passe à son voisin. Le gagnant est celui avec le moins de cartes devant lui.
Une variante junior est possible. Très proche de l'original, il est composé d'une petite bombe ronde, rouge depuis quelques années, de cartes lieux et d’un livret de règles.

## Éditeurs
Tic tac Boum a été édité sous la licence Week-End Games, une agence pour auteurs de jeux composée des deux auteurs du jeu  Abalone : Laurent Levi et Michel Lalet.
Son éditeur original est Piatnik pour l’Autriche, l’Allemagne, la Hongrie, la Tchécoslovaquie, la Pologne, le Danemark, la Suède, la Norvège et la Russie, et Piatnik America pour le Canada et l’Afrique du Sud.  
Pour la France le jeu a d’abord été édité par Grand V, puis Ravensburger, Goliath et enfin Asmodée.
Goliath édite le jeu en Espagne (auparavant Nathan) et en Hollande (auparavant Jumbo).
Pour les États-Unis, l’édition est assurée par Pressmann, et par Gibson Games pour l’Angleterre.
Le jeu a également été édité en Belgique, en Finlande, en Grèce, en Israël, en Pologne et en Suisse.

### Titres
Noms alternatifs dans d'autres pays :
- Crazy Bomb
- Passa la Bomba
- Tic...Tac Bumm
- Tick... tack... BOOM!
- Tick... Tack... Bumm!
- Tick...Tock Boom
- Tik Tak Boem!
- Tik... Tak... Boem!
- Tik...Tak... PÕMM!
- Tik...Tak...Bum!
- Tik..Tak...Bum
- Travel Pass the Bomb
- Τικ...τακ μπουμ
- Тик...Так Бумм

## Récompenses
- 1996 : Årets Familiespil, Family Game of the Year Denmark (Danemark)
- As d’Or Jeu Familial 1998, au 12e Festival International des Jeux de Cannes (France)
- The daily Telegraph Awards - Game of the year (Royaume-Uni)
- 2000 : Winnaat Speelgoed van het Jaar (Pays-Bas)